# Reggie Lucas
Reginald (Reggie) Lucas (New York, 25 febbraio 1953 – New York, 19 maggio 2018) è stato un musicista, produttore discografico e chitarrista statunitense.

## Biografia
Noto per la sua collaborazione col percussionista Mtume e per aver prodotto, nel 1983 l'album di debutto di Madonna, Lucas fu anche un ottimo chitarrista jazz, che suonò negli anni settanta  con Norman Connors e, soprattutto, con Miles Davis, del cui gruppo elettrico fece parte dal 1972 al 1976, incontrandovi Mtume, con cui avrebbe iniziato a fare il produttore.
Dopo gli inizi come sideman, Lucas si concentrò sulla composizione e sull'attività di produttore, dapprima assieme a Mtume - con cui avrebbe scritto pezzi di buon successo per diversi artisti, tra cui Stephanie Mills, Phyllis Hyman, Jennifer Holliday e Roberta Flack.
Alla fine degli anni 70 Lucas iniziò produzioni che lo vedevano coinvolto in prima persona, come artista o come produttore unico. Oltre al proprio album strumentale, "Survival Themes", fu il produttore principale dell'album del debutti di Madonna. In progetti simili, Lucas lavorò con Rebbie Jackson, Randy Crawford e i Four Tops.
Nel 1980, Lucas e Mtume vinsero un Grammy per la miglior canzone R&B con il brano "Never Knew Love like This Before", cantato da Stephanie Mills.
Alla fine degli anni ottanta Lucas fondò lo studio di registrazione  Quantum Sound a Jersey City.